# Aloe rupestris
Aloe rupestris är en grästrädsväxtart som beskrevs av John Gilbert Baker. Aloe rupestris ingår i släktet Aloe och familjen grästrädsväxter. Inga underarter finns listade i Catalogue of Life.

## Bildgalleri

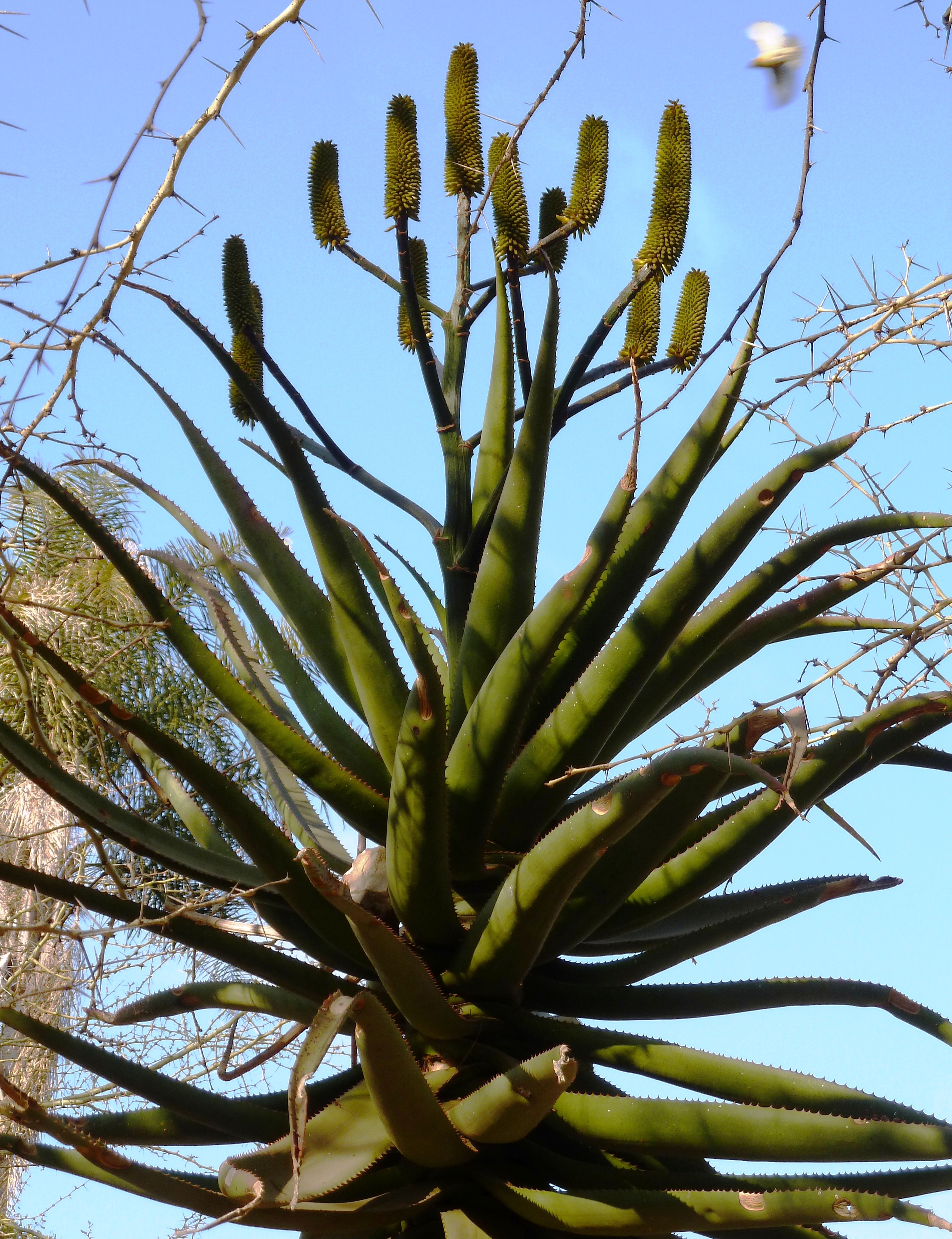
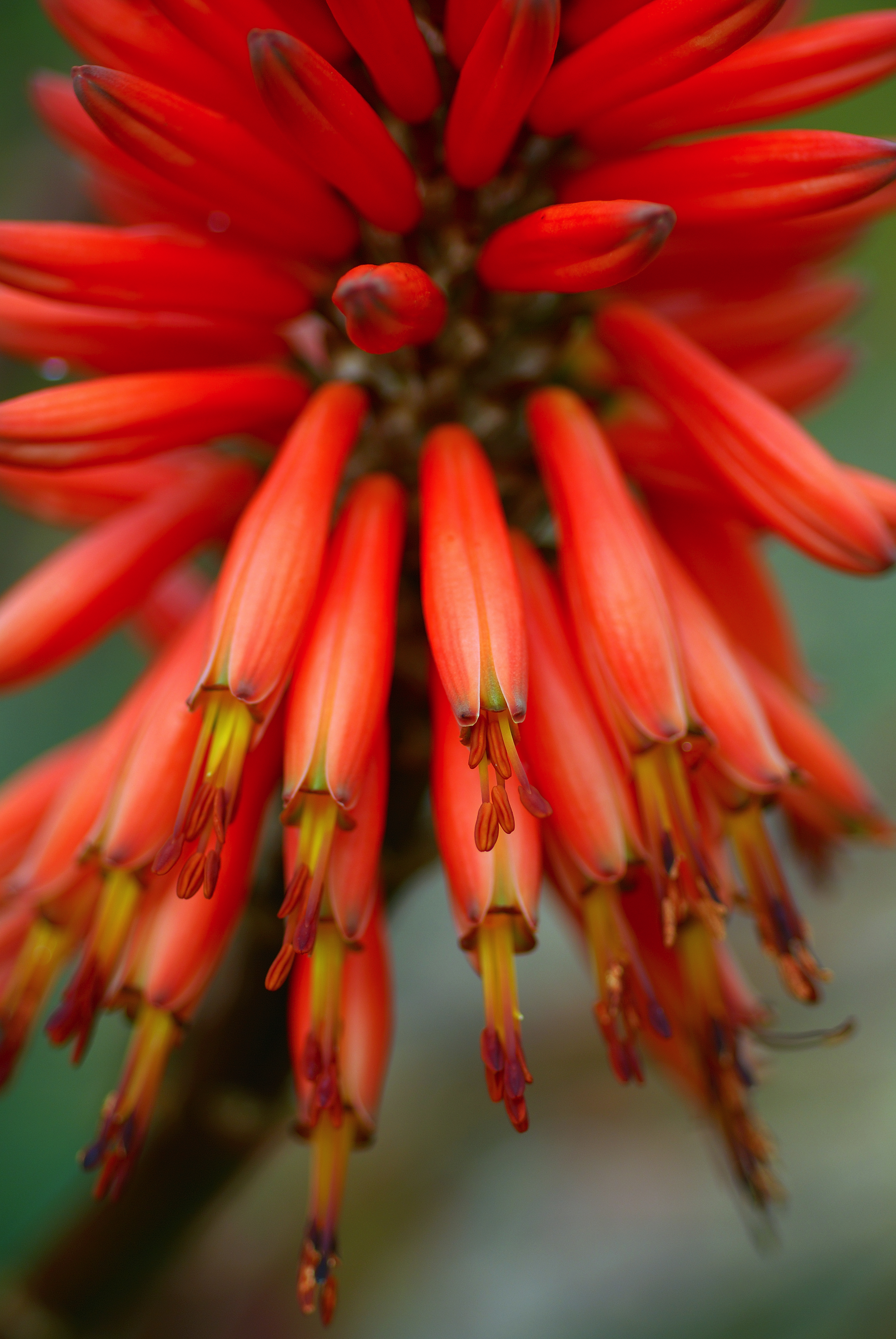
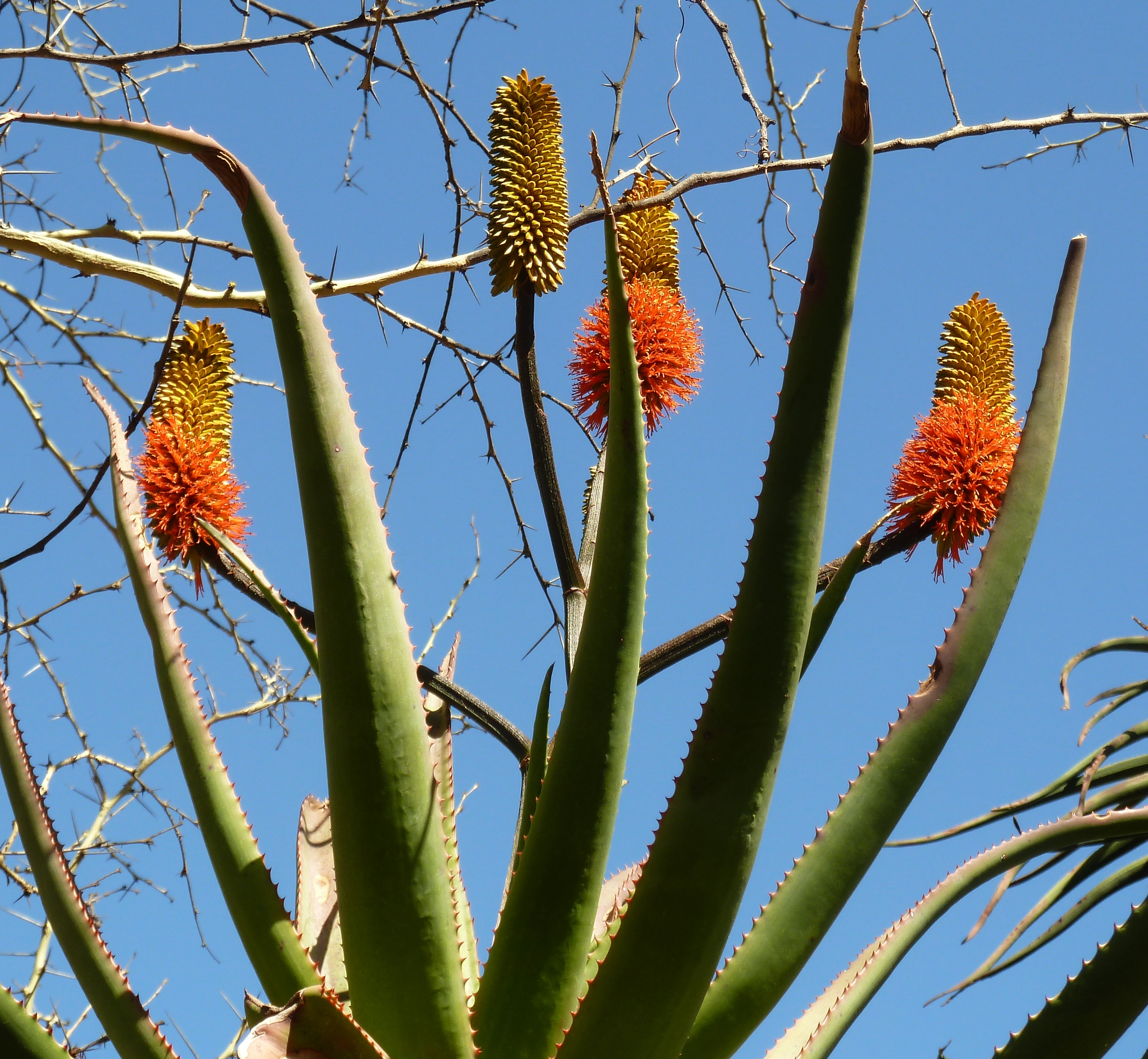
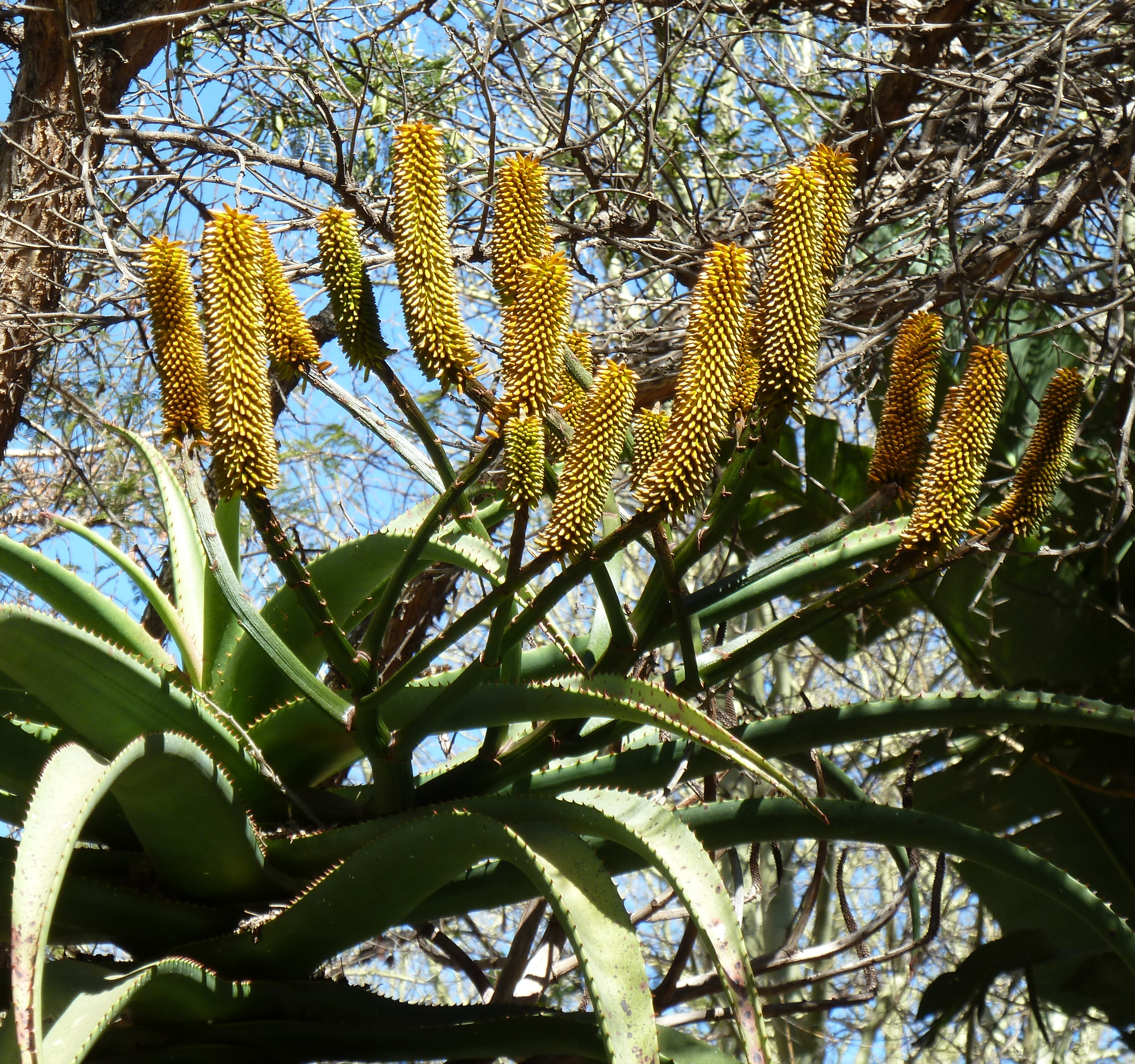
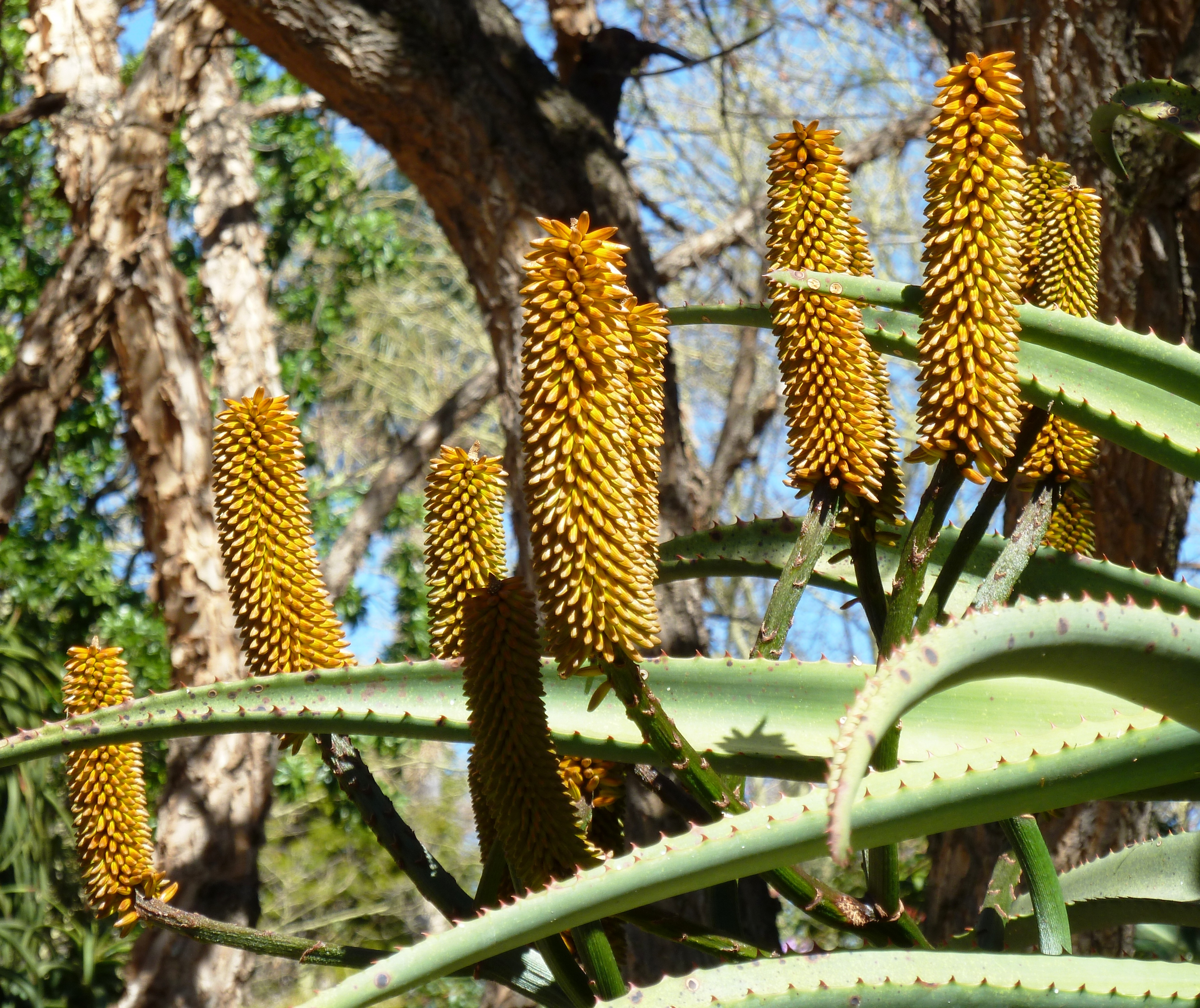